# Castrul roman de la Livezile
Castrul roman de la Livezile este amplasat pe platoul de la nord de satul Livezile, județul Bistrița-Năsăud, Transilvania, în locul numit "Poderei", lângă cimitirul evanghelic.